# Valentín Brasca
Valentín Brasca (Córdoba, Argentina, 27 de agosto de 1986) es un exfutbolista argentino que jugaba de portero y su último club fue Estudiantes de San Luis de la Primera B Nacional.

## Trayectoria
Su debut profesional fue en el año 2006 con la camiseta de Ferrocarril Oeste jugando la Primera B Nacional, tras buenas actuaciones es fichado por Talleres de Córdoba. Jugó 3 temporadas, 06/07, 07/08, 08/09, en esta última la "T" descendió al Argentino A, la tercera categoría del fútbol argentino. A mediados de 2009 es fichado por el Villarreal B, un año más tarde es cedido a préstamo a Juventud Unida de San Luis del Argentino A, donde jugó dos temporadas.

### Estudiantes de San Luis
A principios del año 2012 gracias al gerenciador Carlos Ahumada, es fichado por el Club Sportivo Estudiantes de San Luis para jugar el Torneo del Interior 2012, quinta categoría del fútbol argentino, ese mismo año se consagraría campeón de dicho torneo y un año más tarde gritó campeón pero del Torneo Argentino B 2012/13, tras un campeonato en el argentino A y la restructuración de los torneos llegó el torneo "federal A 2014 transición" donde conseguiría el título y ascenso a la B nacional en 14 fechas consiguiendo con el club puntano 3 ascensos.

## Clubes
- Actualizado el 13 de agosto de 2017

| Club                    | País      | Año        | PJ  |
| ----------------------- | --------- | ---------- | --- |
| Ferro Carril Oeste      | Argentina | 2004-2006  | 15  |
| Talleres de Córdoba     | Argentina | 2006-2009  | 44  |
| Villarreal CF "B"       | España    | 2009-2010  | 0   |
| Juventud Unida (cedido) | Argentina | 2010-2011  | 36  |
| Estudiantes de San Luis | Argentina | 2012- 2017 | 161 |

## Palmarés
| Título              | Club                 | País      | Año  |
| ------------------- | -------------------- | --------- | ---- |
| Torneo del Interior | Sportivo Estudiantes | Argentina | 2012 |
| Torneo Argentino B  | Sportivo Estudiantes | Argentina | 2013 |
| Torneo Federal A    | Sportivo Estudiantes | Argentina | 2014 |